# Накунда
Наку́нда (Chordeiles nacunda) — вид дрімлюгоподібних птахів родини дрімлюгових (Caprimulgidae). Мешкає в Південній Америці. Раніше накунду відносили до монотипового роду Накунда (Podager), однак за результатами молекулярно-філогенетичного дослідження цей вид був переведений до роду Анаперо (Chordeiles) .

## Опис

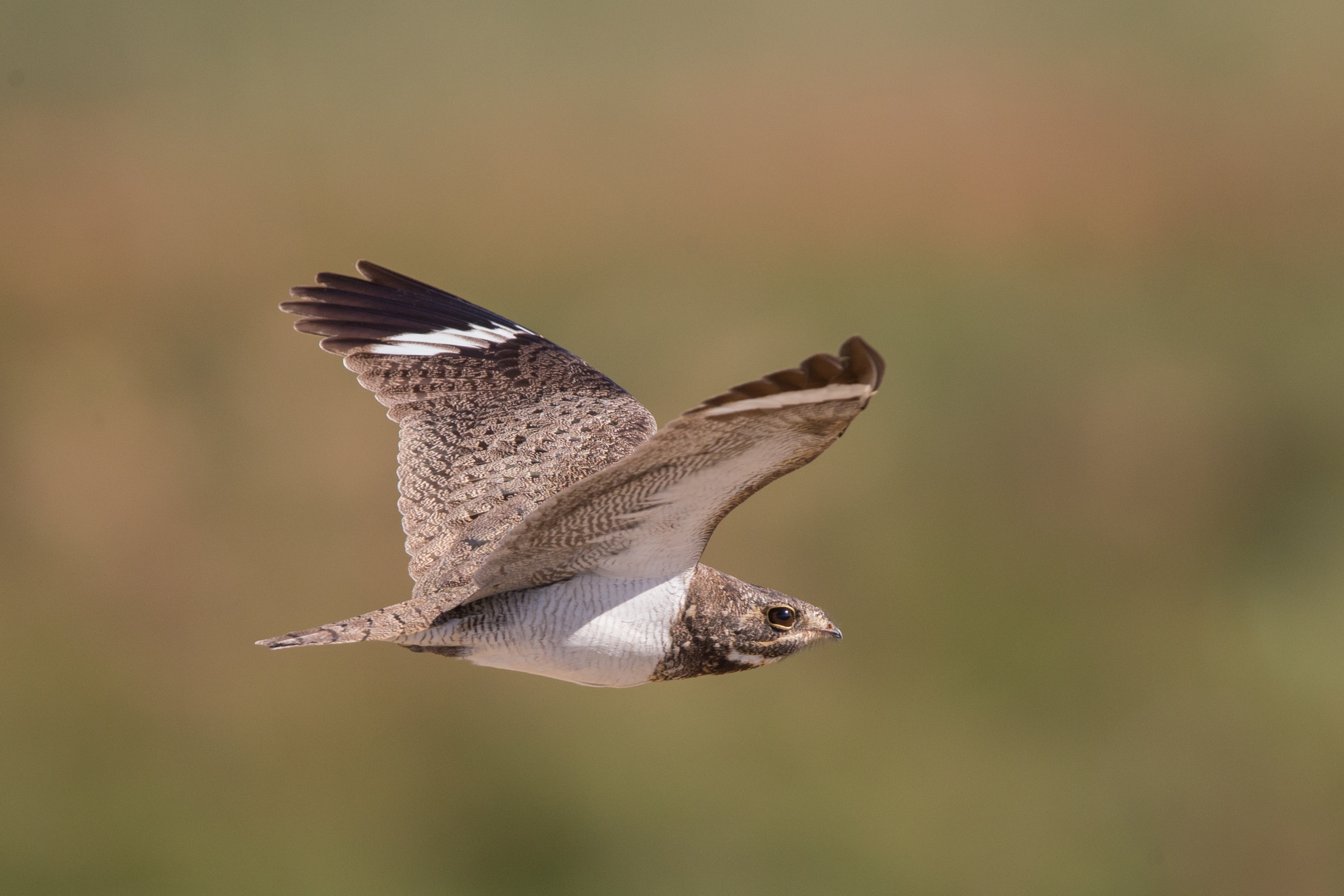
Накунда в польоті

Накунда є одним з найбільш представників родини дрімлюгових, його довжина становить 27-32 см. Самці важать 142-188 г, самиці 124-173 г. Верхня частина тіла бура, поцяткована сіруватими і сірувато-бурими плямами, груди коричневі. поцятковані чорними смужками. Живіт і надхвістя білуваті, на горлі світла пляма, на шиї вузький світлий "комір". Крила довгі, округлої форми, знизу білуваті.  У самців на махових і стернових перах є широкі білі смуги.

## Підвиди
Виділяють два підвиди:
- C. n. coryi Agne & Pacheco, 2011 — від північної і східної Колумбії і північної Венесуели через Гвіану до північної Бразилії;
- C. n. nacunda (Vieillot, 1817) — від східного Перу і центральної Бразилії до центральної Аргентини.

## Поширення і екологія
Накунди мешкають в Колумбії, Венесуелі, Гаяні, Суринаму, Французькій Гвіані, Еквадорі, Перу, Болівії, Бразилії, Аргентині, Парагваї, Уругваї та на Тринідаді і Тобаго. Вони живуть в саванах і на луках, зокрема на заплавних, на узліссях, поблизу річок і озер. Зустрічаються на висоті до 1000 м над рівнем моря. Живляться комахами, яких ловлять в польоті. Сезон розмноження в Колумбії з січня по червень, в Бразилії з вересня по листопад.